# ۲۱ ژانویه
۲۱ ژانویه در تقویم گرگوری، بیست و یکمین روز سال است. ۳۴۴ روز (در سال‌های کبیسه ۳۴۵روز) تا پایان سال باقی است.

## رویدادها
- ۷۶۳ – جنگ باخمری (بین علویان و عباسیان) با پیروزی عباسیان به پایان رسید.
- ۱۵۲۵ – پیمان استکهلم توسط سوئد و پادشاهی پروس امضا شد.
- ۱۷۹۳ – بعد از تشخیص خیانت توسط مجمع ملی فرانسه، لوئی شانزدهم به اعدام با گیوتین محکوم شد.
- ۱۸۶۱ – جنگ داخلی آمریکا: توماس جفرسون از مجلس سنای ایالات متحده آمریکا استعفا داد.
- ۱۸۹۹ – اوپل اولین خودروی خود را می‌سازد.
- ۱۹۲۵ – آلبانی خود را جمهوری معرفی کرد.
- ۱۹۴۸ – پرچم کبک برای اولین بار در مجلس شورای ملی کبک به اهتزاز در می‌آید. روز پرچم در کبک.
- ۱۹۵۴ – اولین زیردریایی هسته‌ای، یواس‌اس ناتیلوس، از گروتن، کنتیکت توسط میمی آیزنهاور، بانوی اول ایالات متحده به آب انداخته شد.
- ۱۹۶۰ – ایران به ۱۷ استان و ۱۴۸ شهرستان تقسیم می‌شود.
- ۱۹۷۶ – خدمات تجاری کنکورد در خطوط لندن-بحرین و پاریس-ریو آغاز شد.
- ۱۹۸۱ – ساخت خودروی اسپورت دلورین دی‌ام‌سی-۱۲ معروف در دانماری، ایرلند شمالی آغاز شد.
- ۲۰۰۳ – یک زمین‌لرزه ۷٫۶ ریشتری استان کولیمای مکزیک را لرزاند و ۲۹ نفر کشته و حداکثر ۱۰٬۰۰۰ بی‌خانمان برجای گذاشت.

## زادروزها
- ۱۳۳۸ - شارل پنجم، پادشاه فرانسوی (م. ۱۳۸۰)
- ۱۷۳۸ - ایتن آلن، فرمانده نظامی آمریکایی (م. ۱۷۸۹)
- ۱۸۱۳ - جان سی. فریمونت، افسر، کاشف، سیاستمدار آمریکایی و ۵مین فرماندار آریزونا (م. ۱۸۹۰)
- ۱۸۲۹ - اسکار دوم، پادشاه سوئد (م. ۱۹۰۷)
- ۱۸۴۸ - هانری دوپارک، آهنگساز فرانسوی (م. ۱۹۳۳)
- ۱۸۵۲ – اما گاد، نویسنده اهل دانمارک (د. ۱۹۲۱)
- ۱۸۸۹ - پیتیریم آلکساندروویچ سورکن، جامعه‌شناس آمریکایی روس‌تبار (م. ۱۹۶۸)
- ۱۹۰۱ - ریکاردو زامورا، فوتبالیست اسپانیایی (م. ۱۹۷۸)
- ۱۹۰۵ - کریستین دیور، طراح مد فرانسوی و مؤسس کریستین دیور اس.آ. (م. ۱۹۵۷)
- ۱۹۰۹ - علی عدنان غریفی، شاعر ایرانی (م. ۱۹۴۰)
- ۱۹۲۲ - پل اسکوفیلد، بازیگر انگلیسی (م. ۲۰۰۸)
- ۱۹۲۴ - بنی هیل، کمدین انگلیسی (م. ۱۹۹۲)
- ۱۹۲۸ - جین شارپ، دانشمند و سیاستمدار آمریکایی
- ۱۹۳۷ - نوشیروان کیهانی‌زاده، روزنامه‌نگار و تاریخ‌دان ایرانی-آمریکایی
- ۱۹۴۱ - پلاسیدو دومینگو، رهبر ارکستر و خوانندهٔ تنور اسپانیایی
- ۱۹۵۰ - گری لاک، دیپلمات و سیاست‌مدار آمریکایی و ۲۱مین فرماندار واشینگتن
- ۱۹۵۱ - اریک هولدر، حقوق‌دان آمریکایی و ۸۲مین دادستان کل ایالات متحده
- ۱۹۵۳ - پل آلن، تاجر و نیکوکار آمریکایی، از مؤسسان مایکروسافت
- ۱۹۵۴ - فیل تامپسون، فوتبالیست و مربی انگلیسی
- ۱۹۵۵ - جف کونز، مجسمه‌ساز آمریکایی
- ۱۹۵۶ - جینا دیویس، بازیگر آمریکایی
- ۱۹۶۳ - حکیم اولاجوان، بسکتبالیست نیجریایی-آمریکایی
- ۱۹۷۰ - کن لئونگ، بازیگر آمریکایی
- ۱۹۷۵ - نیکی بات، فوتبالیست آمریکایی
- ۱۹۷۶ - اما بانتون، خواننده، شاعر و آهنگساز انگلیسی (اسپایس گرلز)
- ۱۹۷۷ - فیل نویل، فوتبالیست انگلیسی
- ۱۹۷۷ - جری ترینور، بازیگر آمریکایی
- ۱۹۸۱ - ایزابلا میکو، مدل و بازیگر هلندی
- ۱۹۸۲ - زیمون رولفس، فوتبالیست آلمانی
- ۱۹۸۳ - ماریس اوئلت، مدل و کشتی‌گیر کانادایی
- ۱۹۸۸ - ونسا هسلر، مدل ایتالیایی-آمریکایی
- ۱۹۸۹ - هنریخ مخیتاریان، فوتبالیست آمریکایی
- ۲۰۰۴ - اینگرید الکساندرا، شاهدخت نروژ

## مرگ‌ها
- ۱۱۱۸ - پاسکال دوم، پاپ
- ۱۵۱۹ - واسکو نونیس د بالبوا، کاشف اسپانیایی (ت. ۱۴۷۵)
- ۱۷۷۳ - الکسی پیرون، نمایش‌نامه نویس فرانسوی (ت. ۱۶۸۹)
- ۱۷۷۴ - مصطفی سوم، سلطان عثمانی (ت. ۱۷۱۷)
- ۱۷۷۵ - یملیان پوگاچوف، یاغی روس (ت. ۱۷۴۲)
- ۱۷۹۳ - لوئی شانزدهم، پادشاه فرانسوی (ت. ۱۷۴)
- ۱۸۱۴ - ژاک-آنری برناردن دو سن‌پیر، نویسنده و گیاه‌شناس فرانسوی (ت. ۱۷۳۷)
- ۱۸۷۰ - آلکساندر هرتسن، فیلسوف روس (ت. ۱۸۱۲)
- ۱۹۰۱ - الیشا گری، مهندس آمریکایی و یکی از مؤسسان وسترن الکتریک (ت. ۱۸۳۵)
- ۱۹۲۴ - ولادیمیر لنین، نظریه‌پرداز و سیاستمدار روس (ت. ۱۸۷۰)
- ۱۹۲۶ - کامیلو گولگی، فیزیک‌دان ایتالیایی و برنده جایزه نوبل فیزیولوژی و پزشکی (ت. ۱۸۴۳)
- ۱۹۲۸ - جورج واشینگتن گوتالس، مهندس و افسر آمریکایی (ت. ۱۸۵۸)
- ۱۹۳۴ - پاول تروست، معمار آلمانی و عضو حزب نازی
- ۱۹۳۸ - ژرژ ملی‌یس، کارگردان فرانسوی (ت. ۱۸۶۱)
- ۱۹۵۰ - جرج اورول، نویسنده و روزنامه‌نگار هندی-انگلیسی (ت. ۱۹۰۳)
- ۱۹۵۵ - آرچی هان، دونده آلمانی-آمریکایی (ت. ۱۸۸۰)
- ۱۹۵۹ - سیسیل ب دومیل، کارگردان آمریکایی (ت. ۱۸۸۱)
- ۱۹۶۱ - بلز ساندرار، شاعر و نویسنده سوئیسی (ت. ۱۸۸۷)
- ۱۹۶۵ - وین اونز، شناگر و بازیکن واترپلوی آمریکایی (ت. ۱۸۸۰)
- ۱۹۸۷ - چارلز گودل، سیاستمدار آمریکایی (ت. ۱۹۲۶)
- ۱۹۹۴ - باسل اسد، افسر سوری (ت. ۱۹۶۲)
- ۲۰۰۲ - پگی لی، خواننده، شاعر و بازیگر آمریکایی (ت. ۱۹۲۰)
- ۲۰۱۳ - آلدن دبلیو کلوزن، بانکدار آمریکایی (ت. ۱۹۲۳)
- ۲۰۱۳ - مایکل وینر، کارگردان و تهیه‌کننده آمریکایی (ت. ۱۹۳۵)

## اعیاد و مراسم‌ها
- اعیاد مسیحی:
  - اگنس
  - مینرآد
- روز ارول بارو (باربادوس)
- روز پرچم (کبک)
- روز بانوی التاگراسیا (جمهوری دومینیکن)
- روز ملی آغوش (ایالات متحده آمریکا)